# Rajd 1000 Miglia 2007
Rajd 1000 Miglia 2007 (31. Rally 1000 Miglia) – 31 edycja rajdu samochodowego Rajd 1000 Miglia rozgrywanego we Włoszech. Rozgrywany był od 20 do 22 kwietnia 2007 roku. Była to pierwsza runda Rajdowych Mistrzostw Europy w roku 2007 oraz trzecia runda Rajdowych Mistrzostw Włoch. Składał się z 15 odcinków specjalnych.

## Klasyfikacja rajdu
| Miejsce                | Kierowca               | Pilot                  | Samochód                       | Czas                   | Strata                 |                        |
| Klasyfikacja generalna | Klasyfikacja generalna | Klasyfikacja generalna | Klasyfikacja generalna         | Klasyfikacja generalna | Klasyfikacja generalna | Klasyfikacja generalna |
| ---------------------- | ---------------------- | ---------------------- | ------------------------------ | ---------------------- | ---------------------- | ---------------------- |
| 1.                     | Giandomenico Basso     | Mitia Dotta            | Fiat Abarth Grande Punto S2000 | 3:13:25.4              | 0.0                    |                        |
| 2.                     | Luca Rossetti          | Matteo Chiarcossi      | Peugeot 207 S2000              | 3:14:03.3              | +37.9                  |                        |
| 3.                     | Paolo Andreucci        | Anna Andreussi         | Mitsubishi Lancer Evo IX       | 3:14:50.4              | +1:25.0                |                        |
| 4.                     | Luca Cantamessa        | Piercarlo Capolongo    | Mitsubishi Lancer Evo IX       | 3:14:59.6              | +1:34.2                |                        |
| 5.                     | Andrea Dallavilla      | Tommaso Rocco          | Mitsubishi Lancer Evo IX       | 3:15:08.4              | +1:43.0                |                        |
| 6.                     | Piero Longhi           | Maurizio Imerito       | Subaru Impreza STi N12         | 3:15:17.8              | +1:52.4                |                        |
| 7.                     | Andrea Aghini          | Massimiliano Cerrai    | Subaru Impreza STi N12         | 3:16:23.9              | +2:58.5                |                        |
| 8.                     | Sandro Sottile         | Marco Nari             | Mitsubishi Lancer Evo IX       | 3:17:40.7              | +4:15.3                |                        |
| 9.                     | Andrea Perego          | Daniele De Luis        | Mitsubishi Lancer Evo IX       | 3:17:54.2              | +4:28.8                |                        |
| 10.                    | Fabio Gianfico         | Roberto Tolino         | Mitsubishi Lancer Evo IX       | 3:20:10.3              | +6:44.9                |                        |
| Klasyfikacja ERC       |                        |                        |                                |                        |                        |                        |
| 1. (11.)               | Dimityr Iliew          | Yanaki Yanakiev        | Mitsubishi Lancer Evo IX       | 3:20:55.5              | 0.0                    |                        |
| 2. (19.)               | Michał Sołowow         | Maciej Baran           | Fiat Abarth Grande Punto S2000 | 3:26:16.9              | +5:21.4                |                        |